# Husby landskommun
Husby landskommun var en tidigare kommun i Kopparbergs län. 

## Administrativ historik
Kommunen inrättades i Husby socken i Dalarna när 1862 års kommunalförordningar trädde i kraft 1863. 
Kommunen påverkades inte av kommunreformen 1952.
Landskommunen uppgick 1967 i Hedemora stad
Kommunkoden 1952-1966 var 2005.

### Kyrklig tillhörighet
I kyrkligt hänseende tillhörde kommunen Husby församling.

## Kommunvapen
Blasonering: I rött fält en av en vågskura bildad stam och däröver en bild av den heliga jungfrun med barnet, stående på en månskära, allt av silver.
Vapnet antogs 1944.

## Geografi
Husby landskommun omfattade den 1 januari 1952 en areal av 424,10 km², varav 370,90 km² land.

### Tätorter i kommunen 1960
| Tätort      | Folkmängd |
| ----------- | --------- |
| Långshyttan | 3 293     |
| Dala-Husby  | 387       |
| Stjärnsund  | 325       |

Tätortsgraden i kommunen var den 1 november 1960 71,8 procent.

## Politik

### Mandatfördelning i valen 1938-1962
| 21 | 5 | 2 | 2 |

| 30 |

| 21 | 6 | 2 |  |

| 27 |

| 2 | 18 | 6 | 3 |  |

| 27 |

| 19 | 6 | 4 |  |

| 26 |

|  | 19 | 5 | 4 |  |

| 26 |

|  | 18 | 6 | 3 | 2 |

| 25 | 5 |

|  | 19 | 6 | 3 |  |

| 26 |